# Томас, Уэйн
Уэйн Александер Томас (англ. Wayne Alexander Thomas; 10 октября 1966, Мандевилл, Манчестер) — ямайский бобслеист, тренер сборной Ямайки по бобслею, участник Олимпийских игр 1994 и 1998 годов.

## Биография
Выступал на Олимпиаде в Лиллехаммере в составе четвёрки вместе с Дадли Стоуксом, Крисом Стоуксом и Уинстоном Уоттом, результат — 3 минуты 29,96 секунды и 14 место. В составе двойки вместе с Дадли Стоуксом были дисквалифицированы из-за превышения веса боба.
В Нагано — только в составе четвёрки, снова вместе с Дадли Стоуксом, Крисом Стоуксом и Уинстоном Уоттом; результат — 2 минуты 43,76 секунды и 21 место.
Вместе с Уинстоном Уоттсом и Марвином Диксоном, которых он тренирует, для сбора средств на поездку на Игры в Сочи в 2014 году прибегли к краудфандингу, разместив соответствующее объявление в Интернете. Благодаря вниманию мировых СМИ к их судьбе, требуемая сумма была собрана даже с запасом.